# Schemer-Dreamer
Schemer-Dreamer è l'album d'esordio da solista del cantante e tastierista dei Kansas Steve Walsh.

## Tracce
Testi e musiche di Steve Walsh, eccetto dove indicato diversamente.
1. Schemer-Dreamer That's All Right (S. Walsh / Arthur "Big Boy" Crudup) – 5:22
2. Get Too Far – 4:26
3. So Many Nights – 4:19
4. You Think You Got It Made (S. Walsh, Marie Walsh) – 4:16

1. Every Step of the Way – 8:30
2. Just How It Feels – 3:39
3. Wait Until Tomorrow – 6:01

## Formazione
- Steve Walsh, voce, tastiera, basso
- David Bryson, chitarra
- Kerry Livgren, chitarra
- Merle McLain, basso
- Phil Ehart, batteria